# Igreja de Nossa Senhora da Graça (Águas Belas)
A igreja paroquial de Nossa Senhora da Graça está localizada em Águas Belas (Ferreira do Zêzere).
É um templo reedificado em finais do século XX. Do seu espólio ressalta a magnífica custódia de prata  cinzelada, do século XVIII.